# Dongguan Hanji
Dongguan Hanji (Optekeningen van de Han uit de Oostelijke Toren) is een Chinees historisch werk dat de Oostelijke Han-dynastie (23-220 na Chr.) beschrijft. Het werk is in de eerste eeuw na Chr begonnen door de historicus Ban Gu (32-92) en is vervolgens door een groot aantal geleerden in commissie-verband aangevuld. Het boek werd niet pas na afloop, maar gedurende het verloop van de dynastie zelf samengesteld. Tot in de Tang-tijd gold het boek als de officiële geschiedenis van de Oostelijke Han-dynastie, toen werd het werk allengs vervangen door het Boek van de Late Han. Sindsdien zijn grote delen van het oorspronkelijke werk verloren geraakt. Aan het eind van de 18e eeuw werd uit bewaard gebleven fragmenten de huidige versie gereconstrueerd. Gevolg is dat de overgeleverde annalen, tabellen, verhandelingen en biografieën zeer onvolledig zijn.

## Naam
Het werk is genoemd naar de 'Oostelijke Toren' (dongguan, 東觀), een van de gebouwen waar de keizerlijke bibliotheek en het archief van het Zuidelijk Paleis van Luoyang was gevestigd. Daar zijn echter alleen de latere delen van het werk samengesteld. Het eerste gedeelte kwam tot stand op het 'Terras van de orchideeën' (Lantai, 蘭臺), de benaming van een ander gebouw van het Zuidelijk Paleis. Ook daar bevond zich een keizerlijke bibliotheek met archieven.

## Ontstaan

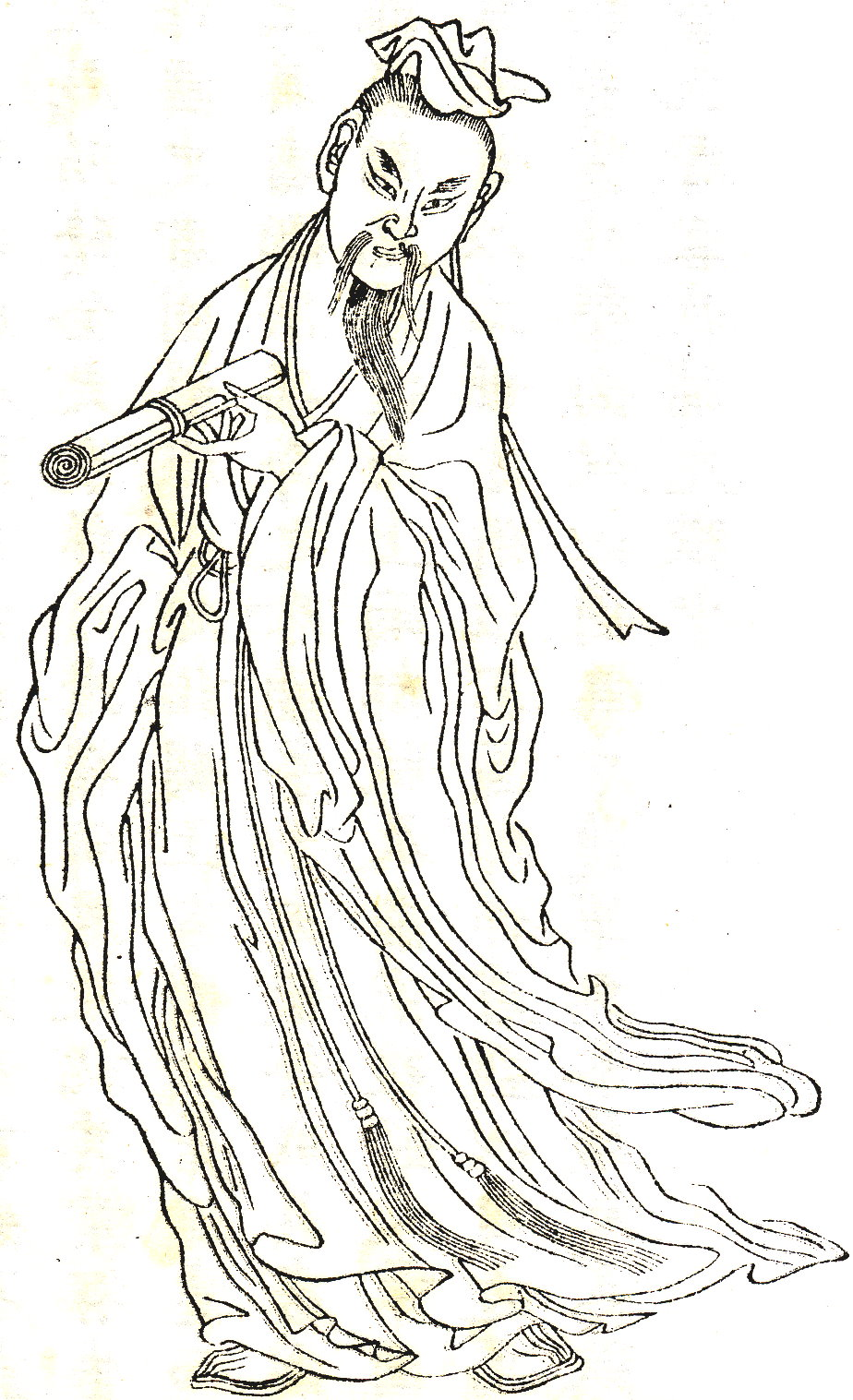
Ban Gu.

In 72 (na Chr.) gaf keizer Ming opdracht tot het samenstellen van een geschiedenis van de regering van zijn vader, keizer Guangwu, de stichter van de Oostelijke Han-dynastie. De taak werd opgedragen aan Ban Gu (32-92), die op dat moment bezig was met de redactie van het Boek van de Han. Ban Gu werd ondersteund door Chen Zong (陳宗, 1e eeuw), Yin Min (尹敏, fl. 30-60), Meng Ji (孟冀, fl. 44), Ma Yan (馬嚴, †98) en Du Fu (杜撫, fl. 30). Zij werkten vanuit het 'Terras van de orchideeën'. Hun werk omvatte 28 pian en bestond uit één diji (namelijk de annalen van keizer Guangwu), een aantal biografieën en verder zaiji voor Gongsun Shu (公孫述, †30) en de beide rebellengroepen uit Pinglin (平林) en Xinshi (新市) in het huidige Hubei. Het werk kreeg de titel Jian wu zhu ji (建武注記, 'Optekening in hoofdlijnen van de krijgshaftige vestiging') en besloeg de periode 22-57.
Vervolgens werd het werk viermaal aangevuld, driemaal als regeringsopdracht en eenmaal op particulier initiatief.

### Eerste aanvulling
In 120 gaf keizerin-weduwe Deng Sui (鄧綏, 81-121) opdracht aan Liu Zhen (劉珍, †na 126), Liu Taotu (劉騊駼, fl. 110), Liu Yi (劉毅, ca.58-125) en Li You (李友, †na 135) om de Jian wu zhu ji uit te breiden voor de periode 58-106. Zij schreven nieuwe annalen, tabellen en biografieën vanuit de 'Oostelijke Toren'. Het werk kreeg nu de titel Hanji (漢記, 'Optekeningen van de Han').

### Tweede aanvulling
In 151 (of 152) gaf keizer Huan opdracht aan Fu Wuji (伏無忌, fl. 130-150), Huang Jing (黃景, fl.130-150), Bian Shao (邊韶, fl.155), Cui Shi (崔寔, ca.110-170), Zhu Mu (朱穆, 100-163), Cao Shou (曹壽) en Yan Du (延篤, †167) om het werk uit te breiden voor de periode 107-146. Ook deze historici werkten vanuit de 'Oostelijke Toren'. Het nieuwe werk omvatte nu 114 pian.

### Derde aanvulling
Tussen 172 en 177 gaf keizer Ling opdracht aan Ma Midi (馬日磾, †194), Han Yue (韓說, f.180), Cai Yong (蔡邕, 133-192), Lu Zhi (盧植, †192) en Yang Biao (楊彪, 142-225) om het werk uit te breiden voor de periode 147-167. Zij voegden behalve annalen en biografieën ook verhandelingen toe aan het werk. Het boek kreeg nu de huidige naam als titel.

### Vierde aanvulling
De laatste aanvulling, voor de periode 168-220, werd na de val van de Han-dynastie in 220 samengesteld door Yang Biao (楊彪, 142-225). Hij deed dit uit eigen initiatief. Uiteindelijk omvatte het werk in totaal 143 juan.

## Huidige versie
Nadat Dongguan Hanji in de Tang-tijd als standaardgeschiedenis was vervangen door het Boek van de Late Han, raakten grote delen verloren. Volgens juan 33 van het Boek van de Sui bestond het werk nog steeds uit de oorspronkelijke 143 juan. Volgens juan 46 van het Oud Boek van de Tang was de omvang geslonken tot 127 en volgens juan 58 van het Nieuw Boek van de Tang tot 126 juan. Tijdens de Song-dynastie waren daarvan nog slechts acht juan over, zoals blijkt uit juan 203 van de Geschiedenis van de Song.
In de 18e eeuw werden de overgebleven fragmenten verzameld. Zij waren vooral afkomstig uit oude encyclopedieën, met name de Grote canon van de Yongle periode. Het voorwoord van dit gereconstrueerde werk stamt uit 1774-1777 en is geschreven door Lu Xixiong (陸錫熊, 1734-1792) en Ji Yun (紀昀, 1724-1805). Zij waren ook betrokken bij de samenstelling van Siku quanshu.

## Inhoud
De gereconstrueerde versie vormt de basis voor de huidige Dongguan Hanji en bestaat uit 24 juan, inclusief een juan fragmenten (sanju, 散句), een juan aanvullingen (buyi, 補遺) en een juan bijlagen (fulu, 附錄). Het werk omvat dezelfde vier onderdelen als het Boek van de Han, namelijk keizerlijke annalen (diji, 帝紀), tabellen (biao, 表), verhandelingen (zhu, 志) en biografieën
(liezhuan, 列傳).
| dynastieke geschiedenis | diji (annalen) | shijia (erfelijke geslachten) | biao (tabellen) | zhu (verhandelingen) | liezhuan (biografieën) | Totaal aantal juan |
| ----------------------- | -------------- | ----------------------------- | --------------- | -------------------- | ---------------------- | ------------------ |
| Dongguan Hanji          | 3              | -                             | 1               | 1                    | 16 plus 3 aanvullingen | 24                 |

### Annalen
Diji (帝紀, annalen), 3 juan. Keizerlijke biografieën in strikt annalistische vorm die een chronologisch overzicht bieden van de belangrijkste gebeurtenissen, bezien vanuit het keizerlijke hof. Van de laatste keizer, Xian (r.189-220), ontbreken de annalen.
Juan nrs. 1-3:
| juan | Titel | Vertaling | Opmerkingen |
| ---- | --- | --- | --- |
| 1    | Shizu Guangwu huangdi (世祖光武皇帝) | Keizer Shizu Guangwu | keizer Guangwu, r.25-57, tempelnaam Shizu. |
| 2    | Xianzong Xiaoming huangdi, Suzong Xiaozhang huangdi, Muzong Xiaohe huangdi, Xiaoshang huangdi (顯宗孝明皇帝, 肅宗孝章皇帝, 穆宗孝和皇帝, 孝殤皇帝)                                                          | keizer Xianzong Xiaoming, Keizer Suzong Xiaozhang, keizer Muzong Xiaohe, keizer Xiaoshang                                    | Bedoeld zijn: - keizer Ming, r.58-75, tempelnaam Xianzong - keizer Zhang, r.76-88, tempelnaam Suzong - keizer He, r.89-105, tempelnaam Muzong - keizer Shang, 106, postume naam Xiaoshang |
| 3    | Gongzong Xiaoan huangdi, Jingzong Xiaoshun huangdi, Xiaochong huangdi, Xiaozhi huangdi, Weizong Xiaohuan huangdi, Xiaoling huangdi (恭宗孝安皇帝, 敬宗孝順皇帝, 孝沖皇帝, 孝質皇帝, 威宗孝桓皇帝, 孝靈皇帝) | keizer Gongzong Xiaoan, keizer Jingzong Xiaoshun, keizer Xiaochong, keizer Xiaozhi, keizer Weizong Xiaohuan, keizer Xiaoling | Bedoeld zijn: - keizer An, r.106-125, tempelnaam Gongzong - keizer Shun, r.125-144, tempelnaam Jingzong - keizer Chong, r.144-145, postume naam Xiaochong - keizer Zhi r.145-146, postume naam Xiaozhi - keizer Huan, r.146-168, tempelnaam Weizong - keizer Ling, r.168-189, postume naam Xiaoling |

### Tabellen
De tabellen (biao, 表) vormen chronologische overzichten van namen van diverse functionarissen.
Juan nr. 4:
| juan | Titel     | Vertaling | Opmerkingen |
| ---- | --------- | --------- | --- |
| 4    | biao (表) | tabellen  | Genoemd worden functionarissen in de volgende vijf staatsfuncties: - zhuwang (諸王), keizerlijke prinsen - wangzi hou (王子侯), markiezen van keizerlijke komaf - gongchen (功臣), verdienstelijke ministers - enze hou (恩澤侯), personen die wegens hun verdiensten tot markies zijn benoemd - baiguan (百官), de honderd regeringsfunctionarissen |

### Verhandelingen
Elke verhandeling (zhi, 志) beschrijft een gebied van staatsbemoeienis.
Juan nr. 5:
| juan | Titel    | Vertaling      | Opmerkingen |
| ---- | -------- | -------------- | --- |
| 5    | zhi (志) | verhandelingen | Behandeld worden de volgende acht onderwerpen van staatszorg: - lüli (律曆), toonhoogtebuizen (pitchpipes) en de kalender - li (禮), riten - yue (樂), muziek、 - jiaosi (郊祀), offers (in de voorsteden) - tianwen (天文), astronomie - dili (地理), geografie (plaatselijk bestuur) - zhao gui (朝會), zittingen van de rechtbank - chefu (車服), rijtuigen en hofkleding |

### Exemplarische overleveringen
Liezhuan (列傳, exemplarische overleveringen, vaak aangeduid als biografieën) 16 juan, gevolgd door een juan fragmenten (sanju, 散句), een juan aanvullingen (buyi, 補遺) en een juan bijlagen (fulu, 附錄). Biografieën van belangrijke personen. De biografie beperkte zich tot het beschrijven van gebeurtenissen die het exemplarische karakter van de betreffende persoon duidelijk moesten maken. In een hoofdstuk kunnen ook twee of meer personen worden behandeld, als zij tot hetzelfde type persoon behoren. De laatste hoofdstukken beschrijven de betrekkingen tussen China en de verschillende buurvolkeren. Zij werden geplaatst onder liezhuan omdat het memoranda betrof die op persoonlijke titel waren geschreven.
Juan 6-21 gevolgd door 3 juan aan fragmenten, aanvullingen en bijlagen:
| juan  | Titel                                            | Vertaling                                                     | Opmerkingen |
| ----- | ------------------------------------------------ | ------------------------------------------------------------- | --- |
| 6     | zhuan yi (傳一), waiqi (外戚)                    | biografie nr.1, keizerinnen en hun familieleden               | Genoemd worden: - Guanglie Yin huanghou (光烈陰皇后, 5-64 na Chr.), Yin Lihua (陰麗華), tweede keizerin van keizer Guangwu (r.25-57) - Mingde Ma huanghou (明德馬皇后, †79), Ma huanghou (馬皇后), keizerin van keizer Ming (r.58-75) - Zhangde Dou huanghou (章德竇皇后, 63?-97), Dou huanghou (竇皇后), keizerin van keizer Zhang (r.76-88) - Jingyin Song huanghou (敬隱宋皇后 †82), Jingyin hou (敬隱后), concubine van keizer Zhang - Xiaohe Yin huanghou (孝和陰皇后, 80-102), Yin huanghou (陰皇后), eerste keizerin van keizer He (r.89-105) - Hexi Deng huanghou (和熹鄧皇后, 81-121), Deng Sui (鄧綏), tweede keizerin van keizer He (r.89-105) - Ansi Yan huanghou (安思閻皇后, †126), Yan Ji (閻姬), keizerin van keizer An (r.106-125) - Sunlie Liang hanghou (順烈梁皇后, 116-150), Liang Na (梁妠), keizerin van keizer Shun (r.125-144) - Dou Guiren (竇貴人, 115-130), concubine van keizer Shun (r.125-144) - Xiaochong Yan huanghou (孝崇匽皇后, †152), Yan Ming (匽明), werd keizerin-weduwe toen haar zoon Huandi in 146 keizer werd - Xiaohuan Deng huanghou (孝桓鄧皇后, †165), Deng Mengnü (鄧猛女), tweede keizerin van keizer Huan (r.146-168) - Lingdi Song huanghou (靈帝宋皇后, †178), Song huanghou (宋皇后), eerste keizerin van keizer Ling (r.168-189) - Lingsi He huanghou (靈思何皇后, †189), He huanghou (何皇后), tweede keizerin van keizer Ling (r.168-189) |
| 7     | zhuan er (傳二), zongshi (宗室)                  | biografie nr.2, de keizerlijke clan                           | Genoemd worden: - Qi Wuwang Yan (齊武王縯), Liu Yan (劉縯, †23 na Chr. ook Liu Yin, omgangsnaam: Liu Bosheng (劉伯升). Oudere broer van keizer Guangwu, werd door hem in 39 postuum benoemd tot Wu prins van Qi - Beihai Jingwang Xing (北海靖王興), Liu Xing (劉興, †64), jongere zoon van Liu Yan (Liu Bosheng), werd in 52 prins van Beihai - Beihai Jingwang Mu (北海敬王睦), Liu Mu (劉睦, †74), zoon van Liu Xing, volgde hem op als prins van Beihai - Zhao Xiaowang Liang (趙孝王良), Liu Liang (劉良, †41), oom van keizer Guangwu (en van Liu Bosheng), werd in 29 prins van Zhao - Liu Hong (劉弘, †23), verwant aan keizer Guangwu - Liu Liang (劉梁), ? - Chengyang Gongwang Zhi (城陽恭王祉), Liu Zhi (劉祉, 9 v.Chr. - 35 n.Chr), verre verwant van keizer Guangwu, erkende hem in een vroeg stadium als keizer en werd daarvoor in 26 benoemd tot prins van Chengyang - Donghai Gongwang Qiang (東海恭王彊), Liu Qiang (劉彊, 25-58), oudste zoon van keizer Guangwu, gaf zijn positie als kroonprins op en werd prins Gong van Donghai - Peixian Wang Fu (沛獻王輔), Liu Fu (劉輔, †84), tweede zoon van keizer Guangwu, prins Xian van Pei - Chu wang Ying (楚王英), Liu Ying (劉英, †71), derde zoon van keizer Guangwu, prins van Chu - Jinan Anwang Kang (濟南安王康), Liu Kang (劉康, †97), vijfde zoon van keizer Guangwu, prins An van Jinan - Dongping Xianwang Cang (東平憲王蒼), Liu Cang (劉蒼, †83), zesde zoon van keizer Guangwu, prins Xian van Dongping - Fuling Zhiwang Yan (阜陵質王延), Liu Yan (劉延, †89), zevende zoon van keizer Guangwu, prins Zhi van Fuling - Guangling Siwang Jing (廣陵思王荊), Liu Jing (劉荊, †67). achtste zoon van keizer Guangwu, prins Si van Guangling - Zhongshan Jianwang Yan (中山簡王焉), Liu Yan (劉焉, 39–90), tiende zoon van keizer Guangwu, prins Jian van Zhongshan - Langxie Xiao wang Jing (琅邪孝王京), Liu Jing (劉京, †81), elfde zoon van keizer Guangwu, prins Xiao van Langxie - Pengcheng Jing wang Gong (彭城靖王恭), Liu Gong (劉恭, †117), derde zoon van keizer Ming, prins Jing van Pengcheng - Lecheng Jing wang Dang (樂成靖王黨), Liu Dang (劉黨, 58–96), vierde zoon van keizer Ming, prins Jing van Lecheng - Lecheng wang Chang (樂成王萇) ? - Xiapi Hui wang Yan (下邳惠王衍), Liu Yan (劉衍, †125), zesde zoon van keizer Ming, prins Hui van Xiapi - Liang Jie wang Chang (梁節王暢), Liu Chang (劉暢, †98), zevende zoon van keizer Ming, prins Jie van Liang - Qinghe Xiao wang Qing (清河孝王慶), Liu Qing (劉慶, 78-107), derde zoon van keizer Zhang, prins Xiao van Qinghe - Pingyuan wang Sheng (平原王勝), Liu Sheng (劉勝, †114), oudste zoon van keizer He, prins Huai van Pingyuan - Xiaomu huang (孝穆皇), Liu Kai (劉開, †131), zesde zoon van keizer Zhang, ontving postuum de eretitel keizer Xiaomu van zijn kleinzoon keizer Huan - Xiao Chong huang (孝崇皇), Liu Yi (劉翼 †145), oudste zoon van Liu Kai en vader van keizer Huan, ontving postuum de eretitel keizer Xiaochong van zijn zoon. |
| 8     | zhuan san (傳三)                                 | biografie nr.3                                                | Genoemd worden: - Liu Xuan (劉玄) - Zhu Wei (朱鮪) - Shen Tuzhi (申屠志) - Wang Lang (王郎) - Su Mao (蘇茂) - Pang Meng (龐萌) - Wang Hong (王閎) - Peng Chong (彭寵) - Lu Fang (盧芳) |
| 9     | zhuan si (傳四)                                  | biografie nr.4                                                | Genoemd worden: - Li Tong (李通) - Deng Chen (鄧晨) - Lai She (來歙) - Deng Yu (鄧禹) - Deng Xun (鄧訓) - Deng Hong (鄧鴻) - Deng Zhi (鄧陟) - Deng Kui (鄧悝) - Deng Hong (鄧弘) - Deng Hao (鄧閶) - Deng Bao (鄧豹) - Deng Zun (鄧遵) - Kou Xun (寇恂) - Feng Yi (馮異) - Feng Zhang (馮彰) - Cen Peng (岑彭) - Cen Qi (岑起) - Jia Fu (賈復) - Jia Zong (賈宗) - Feng Jun (馮駿) - Zhang Feng (張豐) - Qin Feng (秦豐) - Deng Feng (鄧奉) |
| 10    | zhuan wu (傳五)                                  | biografie nr.5                                                | Genoemd worden: - Wu Han (吳漢) - Ge Yan (蓋延) - Chen Jun (陳俊) - Chen Fu (陳浮) - Zang Gong (臧宮) - Geng Kuang (耿況) - Geng Yan (耿弇) - Geng Guo (耿國) - Geng Bing (耿秉) - Geng Gong (耿恭) - Yao Qi (銚期) - Wang Ba (王霸) - Ji Zun (祭遵) - Ji Rong (祭肜) - Ji Can (祭參) - Guo Kuang (郭況) - Deng Rang (鄧讓) - Sun Xian (孫咸) - Jiang Yi (蔣翊) - Yang Zheng (楊正) - Geng Song (耿嵩) - Zhang Zhong(張重) - Jiang Shi (姜詩) |
| 11    | zhuan liu (傳六), zhongchen (功臣)               | biografie nr.6, verdienstelijke functionarissen               | Genoemd worden: - Ren Guang (任光) - Ren Kai (任隗) - Li Zhong (李忠) - Li Chun (李純) - Pi Tong (邳彤) - Liu Zhi (劉植) - Liu Xin (劉歆) - Liu Jia (劉嘉) - Geng Chun (耿純) - Zhu Hu (朱祜) - Jing Dan (景丹) - Wang Liang (王梁) - Ma Cheng (馬成) - Liu Lang (劉隆) - Fu Jun (傅俊) - jian Xin (堅鐔) - Ma Wu (馬武) |
| 12    | zhuan qi (傳七)                                  | biografie nr.7                                                | Genoemd worden: - Dou Rong (竇融) - Dou Gu (竇固) - Dou Xian (竇憲) - Dou Zhang (竇章) - Ma Yuan (馬援) - Ma Liao (馬廖) - Ma Tang (馬防) - Ma Guang (馬光) - Ma Keqing (馬客卿) - Ma Yan (馬嚴) - Ma Rong (馬融) - Ma Leng (馬棱) - Zhu Bo (朱勃) - Fan Zhong (樊重) - Fan Hong (樊宏) - Fan Liao (樊鯈) - Fan Fan (樊梵) - Fan Zhun (樊准) - Yin Mu (陰睦) - Yin Shi (陰識) - Yin Xing (陰興) - Yin Fu (陰傅) |
| 13    | zhuan ba (傳八)                                  | biografie nr.8                                                | Genoemd worden: - Zhuo Mao (卓茂) - Lu Gong (魯恭) - Lu Pi (魯丕) - Wei Ba (魏霸) - Liu Kuan (劉寬) - Fu Zhan (伏湛) - Fu Sheng (伏盛) - Fu Gong (伏恭) - Fu Chen (伏晨) - Hou Ba (侯霸) - Han Xin (韓歆) - Song Hong (宋弘) - Feng Qin (馮勤) - Guo He (郭賀) - Zhao Xi (趙憙) - Mou Rong (牟融) - Wei Biao (韋彪) - Wei Bao (韋豹) - Huan Yu (桓虞) - Zhao Qin (趙勤) - Wang Fu (王阜) - Song Yang (宋楊) |
| 14    | zhuan jiu (傳九)                                 | biografie nr.9                                                | Genoemd worden: - Xuan Bing (宣秉) - Xuan Biao (宣彪) - Zhang Zhan (張湛) - Wang Dan (王丹) - Chen Zun (陳遵) - Wang Liang (王良) - Du Lin (杜林) - Guo Dan (郭丹) - Wu Liang (吳良) - Cheng Gong (承宮) - Zheng Jun (鄭均) - Zhao Wen (趙溫) - Huan Tan (桓譚) - Feng Yan (馮衍) - Feng Bao (馮豹) - Tian Yi (田邑) - Shen Tugang (申屠剛) - Bao Yong (鮑永) - Bao Yu (鮑昱) - Zhi Yun (郅惲) - Su Jing (蘇竟) - Guo Ji (郭伋) - Du Shi (杜詩) - Kong Fen (孔奮) - Zhang Kan (張堪) - Lian Fan (廉范) - Wang Tang (王堂) |
| 15    | zhuan shi (傳十)                                 | biografie nr.10                                               | Genoemd worden: - Zhu Fu (朱浮) - Feng Li (馮魴) - Feng Shi (馮石) - Yu Yan (虞延) - Zheng Hong (鄭弘) - Liang Tong (梁統) - Liang Song (梁竦) - Liang Shang (梁商) - Liang Ji (梁冀) - Liang Buyi (梁不疑) - Zhang Chun (張純) - Cao Bao (曹褒) - Zheng Xing (鄭興) - Zheng Zhong (鄭眾) - Fan Sheng (范升) - Chen Yuan (陳元) - Jia Kui (賈逵) - Sima Jun (司馬均) - Ru Yu (汝郁) - Zhang Ba (張霸) - Zhang Kai (張楷) - Huan Rong (桓榮) - Huan Yu (桓郁) - Huan Yan (桓焉) - Huan Dian (桓典) - Huan Luan (桓鸞) - Huan Yu (桓礹) - Ding Wei (丁綝) - Ding Hong (丁鴻) - Yang Qiao (楊喬) - Mao Yi (毛義) - Xue Bao (薛苞) - Liu Ping (劉平) - Zhao Xiao (趙孝) - Wei Tan (魏譚) - Ni Meng (倪萌) - Wang Lin (王琳) - Chun Yugong (淳于恭) - Jiang Ge (江革) - Liu Ban (劉般) - Liu Kai (劉愷) - Cai Shun (蔡順) - Zhao Zi (趙咨) |
| 16    | zhuan shiyi (傳十一)                             | biografie nr.11                                               | Genoemd worden: - Ban Biao (班彪) - Ban Gu (班固) - Ban Chao (班超) - Ban Shi (班始) - Di Wulun (第五倫) - Xuan He (玄賀) - Zhong Liyi (鍾離意) - Song Jun (宋均) - Zhu Hui (朱暉) - Le Hui (樂恢) - He Chang (何敞) - Deng Biao (鄧彪) - Zhang Kuang (張況) - Zhang Xin (張歆) - Zhang Yu (張禹) - Xu Fang (徐防) - Zhang Min (張敏) - Hu Guang (胡廣) - Yuan An (袁安) - Zhang Ye (張酺) - Han Leng (韓稜) - Zhou Rong (周榮) - Guo Gong (郭躬) - Zhao Xing (趙興) - Chen Chong (陳寵) - Chen Zhong (陳忠) - Yin Qin (尹勤) - Liang Xi (梁諷) - He Xi (何熙) - Ying Shun (應順) - Ying Feng (應奉) - Ying Shao (應劭) - Li Xun (李恂) - Pang Can (龐參) - Zhu Liang (祝良) - Chen Gui (陳龜) - Chao Kan (巢堪) - Zheng Qu (鄭璩) - Zhang Biao (張表) |
| 17    | zhuan shi'er (傳十二)                            | biografie nr.12                                               | Genoemd worden: - Cui Zhuan (崔篆) - Cui Peng (崔駰) - Cui Yuan (崔瑗) - Cui Shi (崔寔) - Shen Tupan (申屠蟠) - Min Gong(閔貢) - Xun Ren (荀恁) - Feng Liang (馮良) - Yang Zhen (楊震) - Yang Bing (楊秉) - Yang Ci (楊賜) - Zhang Gang (張綱) - Chen Qiu (陳球) - Du An (杜安) - Du Gan (杜根) - Li Yun (李雲) - Cai Yong (蔡邕) - Zuo Xiong (左雄) - Zhou Ju (周舉) - Huang Xiang (黃香) - Huang Qiong (黃瓊) - Huang Wan (黃琬) - Li Gu (李固) - Chen Shi (陳寔) - Wu You (吳祐) - Ren Shang (任尚) - Zhang Dan (張耽) - Zhu Sui (朱遂) - Zhang Huan (張奐) - Duan Xi (段熲) - Chen Fan (陳蕃 - Wang Yun (王允) - Li Ying (李膺) - Guo Tai (郭泰) - Xun Tan (荀曇) - Liu You (劉祐) - Zong Zi (宗資) - Fu Rong (符融) - Han Zhuo (韓卓) - Kong Rong (孔融) - Huang Fusong (皇甫嵩) - Yuan Shao (袁紹) - Lu Bu (呂布) - Qiu Teng (丘騰) - Han Zhao (韓昭) - Zhao Xu (趙序) - Wei Yi (韋毅) - Zhou Bi (周珌) - Guo Si (郭汜) |
| 18    | zhuan shisan (傳十三), huizhuan (彙傳)           | biografie nr.13, collectieve biografieën                      | Genoemd worden: - Wei Sa (衛颯) - Ci Chong (茨充) - Ren Yan (任延) - Wang Jing (王景) - Qin Peng (秦彭) - Wang Huan (王渙) - Dong Xuan (董宣) - Fan Ye (樊曄) - Li Zhang (李章) - Zhou Yu (周紆) - Yang Qiu (陽球) - Zheng Zhong (鄭眾) - Cai Lun (蔡倫) - Sun Cheng (孫程) - Miao Guang (苗光) - Guo Yuan (郭願) - Cao Jie (曹節) - Liu Kun (劉昆) - Liu Yi (劉軼) - Wa Dan (洼丹) - Gou Yanghong (觟陽鴻) - Yang Zheng (楊政) - Ouyang She (歐陽歙) - Dai Ping (戴憑) - Mou Chang (牟長) - Yin Min (尹敏) - Gao Xu (高詡) - Wei Ying (魏應 - Xue Han (薛漢 - Zhao Xun (召馴) - Zhou Ze (周澤) - Sun Kan (孫堪) - Zhen Yu (甄宇) - Zhang Xuan (張玄) - Li Yu (李育) - Du Du (杜篤) - Gao Biao (高彪) - Li Ye (李業) - Liu Mao (劉茂) - Suo Fu (所輔) - Wen Xu (溫序) - Suo Lufang (索盧放) - Li Shan (李善) - Zhou Jia (周嘉) - Li Chong (李充) - Fan Dan (范丹) - Liu Yi (劉翊) - Guo Feng (郭鳳) - Guo Yu (郭玉) - Feng Meng (逢萌) - Zhou Dang(周黨) - Wang Ba (王霸) - Yan Guang (嚴光) - Jing Dan (井丹) - Liang Hong (梁鴻) - Gao Feng (高鳳) - Bao Xuanqi (鮑宣妻) - Pang Yumu (龐淯母) |
| 19    | zhuan shisi (傳十四), buming niandai? (不明年代) | biografie nr.14, biografieën niet in chronologische volgorde? | Genoemd worden: - Jiang Die (蔣疊) - Ding Han (丁邯) - Xu Song (須誦) - Zhou Xing (周行) - Liu Xun (劉訓) - Liang Fu (梁福) - Fan Kang (范康) - Zong Qing (宗慶) - Xi Yi (喜夷) - Bu Fu (卜福) - Zhai Xin (翟歆) - Wei Cheng (魏成) - Bi Xun (畢尋) - Duan Pu (段普) - Xing Chong (邢崇) - Yin Meng (陰猛) - Zhang Yi (張意) - Shen Feng (沈豐) - Xiao Biao (蕭彪) - Chen Xiao (陳囂) |
| 20    | zhuan shiwu (傳十五), siyi (四裔)                | biografie nr.15, barbaren uit de vier (windstreken)           | Genoemd worden: - Xiongnu Nan Shanyu (匈奴南單于), de heersers van de Zuidelijke Xiongnu - Zuodu Yi (莋都夷), de Zuodu behoorden tot de Qiang en bewoonden het zuiden van de huidige provincie Gansu en het oostelijk deel van de huidige provincie Qinghai - Xiqiang (西羌), de Westelijke Qiang - Xiyu (西域), de westelijke regio's |
| 21    | zaiyi (載記)                                     | regionale geschiedenissen                                     | De volgende negen regionale machthebbers worden genoemd: - Wang Chang (王常, †36), leider van de Lülin boerenopstand, sloot zich in het jaar 26 aan bij keizer Guangwu - Liu Penzi (劉盆子, 10 na Chr. -†na 27), was 25-27 keizer namens de opstandelingen van de Rode Wenkbrauwen. Hij werd door keizer Guangwu na hun overgave wegens zijn jonge leeftijd gespaard. - Fan Chong (樊崇, †27), opstandelingenleider van de Rode Wenkbrauwen, werd in 27 geëxecuteerd door keizer Guangwu. - Lü Mu (呂母, †18), moeder Lü leidde een boerenopstand tegen Wang Mang - Wei Ao (隗囂, †33), regionale legerleider, steunde aanvankelijk Liu Xuan, de Gengshi-keizer en gaf zijn steun aan keizer Guangwu in zijn strijd tegen de Rode Wenkbrauwen. Toen Guangwudi de overgebleven krijgsheren ging bestrijden sloot Wei Ao zich in 31 aan bij Gongsun Shu tegen keizer Guangwu. - Wang Yuan (王元, †?), legerleider, sloot zich in 34 aan bij Gongsun Shu en gaf zich in 35 over aan keizer Huangwu - Gongsun Shu (公孫述, †36), benoemde zichzelf in 25 tot keizer van Shu (Chengjia, 成家, in het huidige Sichuan) en bleef dat tot zijn dood in 36. - Yan Cen (延岑, †36), generaal, verzette zich tegen keizer Guangwu, verbond zich met Gongsun Shu en werd na zijn dood in 36 geëxecuteerd - Tian Rong (田戎, †36), opstandelingenleider, sloot zich in 29 na een nederlaag tegen de Han aan bij Gongsun Shu. In 36 werd hij gevangengenomen en gedood door het Han-leger. |
| 22    | sanju (散句)                                     | fragmenten                                                    | er worden 81 fragmenten genoemd |
| [ 23] | buyi (補遺)                                      | aanvulling                                                    | er worden 11 aanvullingen genoemd |
| [ 24] | fulu (附錄)                                      | bijlage                                                       | ? |

## Chinese tekst
- 劉珍, 《東觀漢記》(24卷), 台北 (臺灣商務印書館) 1975, (Liu Zhen, Dongguan Hanji (24 juan), Taibei (Taiwan shang wu yin shu guan) 1975).
- Klik hier voor de Chinese tekst in het kader van het Chinese Text Project.